# Vozera Dobjajeŭskaje
Vozera Dobjajeŭskaje (vitryska: Возера Добяеўскае) är en sjö i Belarus.   Den ligger i voblasten Vitsebsks voblast, i den norra delen av landet, 190 km nordost om huvudstaden Minsk. Vozera Dobjajeŭskaje ligger 133 meter över havet. Arean är 2,0 kvadratkilometer. Den sträcker sig 1,6 kilometer i nord-sydlig riktning, och 2,0 kilometer i öst-västlig riktning.
Omgivningarna runt Vozera Dobjajeŭskaje är en mosaik av jordbruksmark och naturlig växtlighet. Runt Vozera Dobjajeŭskaje är det glesbefolkat, med 14 invånare per kvadratkilometer.